# A Fortunate Misfortune
A Fortunate Misfortune è un cortometraggio muto del 1910 diretto da Harry McRae Webster.

## Produzione
Il film fu prodotto dalla Essanay Film Manufacturing Company.

## Distribuzione
Distribuito dalla General Film Company, il film - un cortometraggio di una bobina - uscì nelle sale cinematografiche USA il 1º novembre 1910.